# Capitó d'Alexandria
Capitó d'Alexandria (Kapíto, Καπίτων, Capito) fou un poeta èpic grec esmentat per Ateneu, autor del treball Ἐρωτικά, format per almenys dos llibres i de πρὸς Φιλόπαππον ἀπομνημονεύματα.